# Palinure de Mexico
 (novembre 2023).
Si vous disposez d'ouvrages ou d'articles de référence ou si vous connaissez des sites web de qualité traitant du thème abordé ici, merci de compléter l'article en donnant les références utiles à sa vérifiabilité et en les liant à la section « Notes et références ».
Palinure de Mexico (titre original en espagnol : Palinuro de México) est un roman de l'écrivain mexicain Fernando del Paso publié en 1977. 

## Reconnaissance
- Palinuro de México a obtenu le Prix Rómulo Gallegos en 1982.
- Prix du Meilleur Livre étranger en 1986 pour sa traduction française.

## Éditions
- Édition originale : Palinuro de México, Alfaguara, Madrid, 1977.
- Édition française : Palinure de Mexico trad. Michel Bibard, Fayard, 1985.